# Moutiers, Ille-et-Vilaine
Moutiers är en kommun i departementet Ille-et-Vilaine i regionen Bretagne i nordvästra Frankrike. Kommunen ligger i kantonen La Guerche-de-Bretagne som tillhör arrondissementet Fougères-Vitré. År 2022 hade Moutiers 905 invånare.

## Befolkningsutveckling
Antalet invånare i kommunen Moutiers
Referens:INSEE